# Kurt Wünsche
Kurt Wünsche (ur. 14 grudnia 1929 w Obornikach Śląskich, zm. 14 czerwca 2023 w Berlinie) – niemiecki prawnik, wicepremier (1965–1972) i minister sprawiedliwości NRD (1967–1972; 1990). 

## Życiorys
W 1946 przystąpił do Liberalno-Demokratycznej Partii Niemiec. W latach 1954–1959 studiował zaocznie, następnie uzyskał w 1964 stopień doktora nauk prawnych w Niemieckiej Akademii Nauki o Państwie i Prawie w Poczdamie. 
Przetrzymywany w więzieniu Stasi w Berlin-Hohenschönhausen (1953). W latach 1954–1972 wykonywał mandat posła do Izby Ludowej (był m.in. członkiem Komisji ds. Młodzieży, Wymiaru Sprawiedliwości, a także Prawnej). W 1965 został wicepremierem z ramienia LDPD, następnie w 1967 ministrem sprawiedliwości, jednak w związku ze sprawą konfliktu o upaństwowienie prywatnych i spółdzielczych zakładów pracy przystał pełnić funkcję ministra. Poświęcił się pracy naukowej – wykładał prawo konstytucyjne na Uniwersytecie Humboldtów w Berlinie. Od stycznia do sierpnia 1990 ponownie pełnił funkcję ministra sprawiedliwości w rządzie Hansa Modrowa oraz Lothara de Maizièra. Z racji sprawowanych funkcji był „skoszarowany” w partyjno-rządowym osiedlu kierownictwa NRD wokół Majakowskiring w Berlinie-Pankow. 
Został odznaczony m.in. Orderem Zasługi dla Ojczyzny (1965) oraz Orderem Sztandaru Pracy (1969).